# Rue Calmels-Prolongée
La rue Calmels-Prolongée est une voie du 18e arrondissement de Paris, en France.

## Situation et accès
La rue Calmels-Prolongée est une voie publique située dans le 18e arrondissement de Paris. Elle débute au 1-3, rue du Pôle-Nord et se termine en impasse, au niveau de la cité Nollez.

## Origine du nom

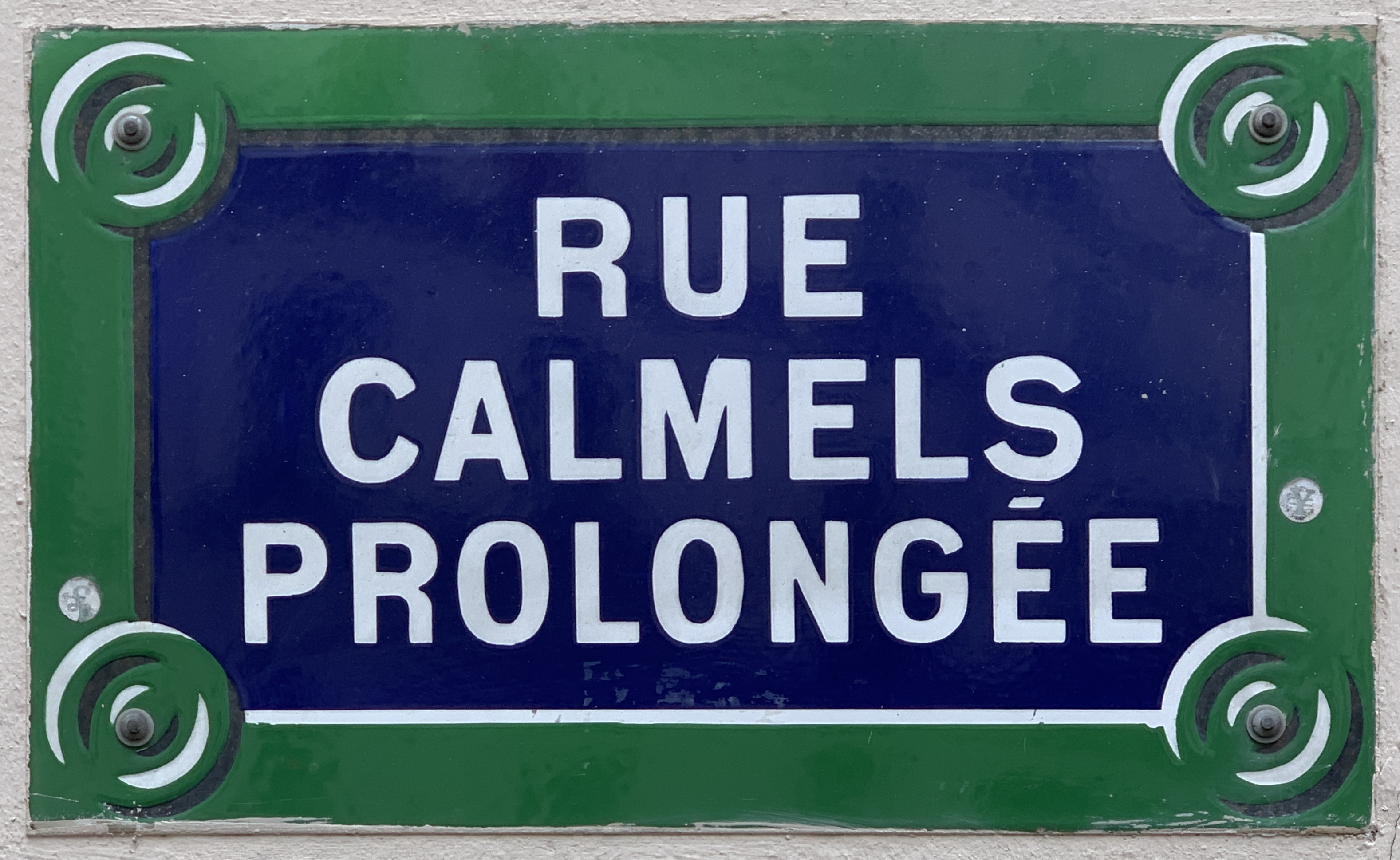
Plaque de la rue.

La rue tire son nom de celui de M. Calmels, propriétaire des terrains, du fait que cette rue se trouve pratiquement dans l'alignement de la rue Calmels.

## Historique

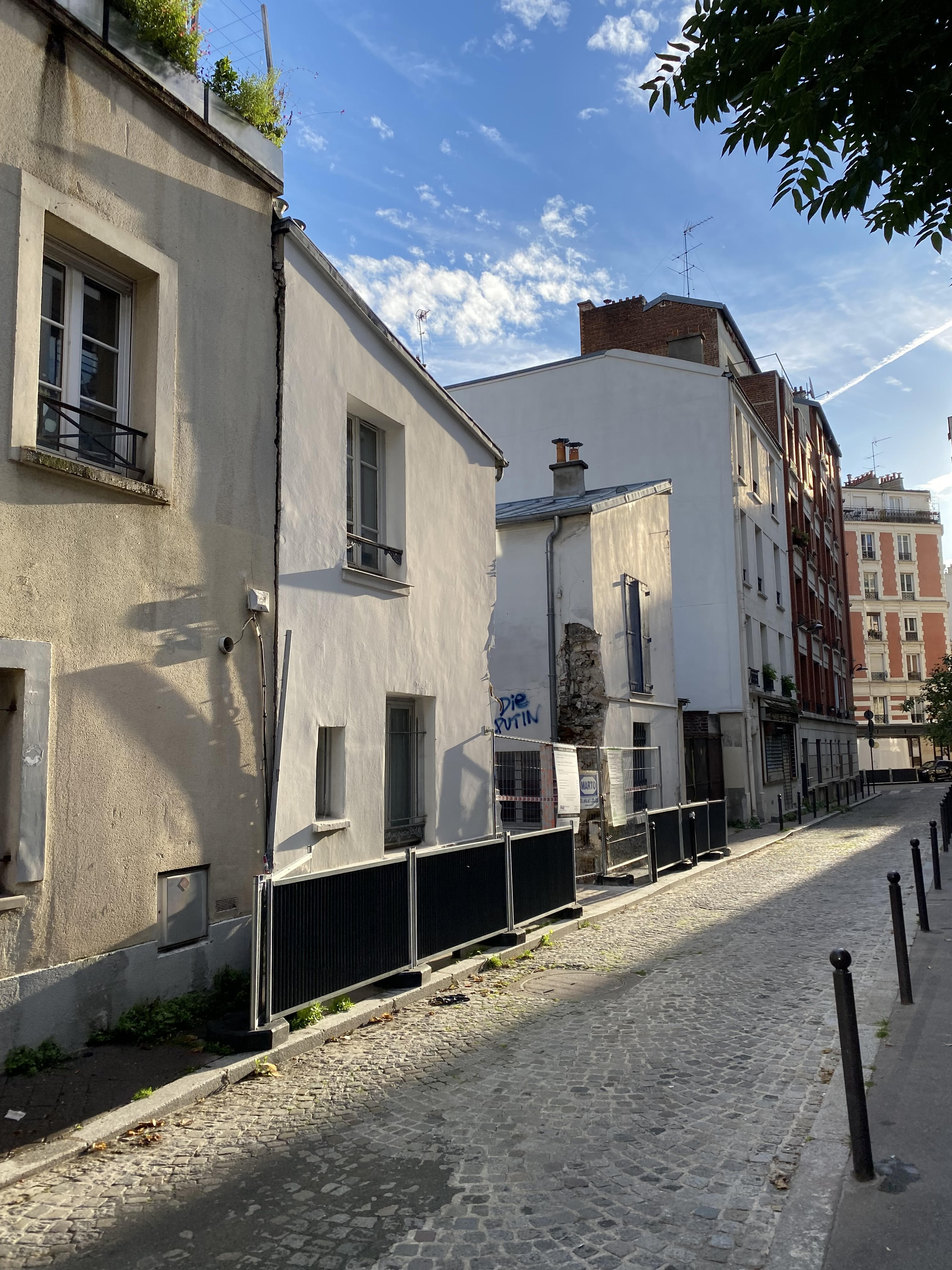
Autre vue.

Cette voie publique est classée dans la voirie parisienne par un arrêté municipal du 14 février 1994.